# Даринка Обреновић
Даринка Обреновић је мање позната историјска личност (кнегиња) чије је постојање упитно. Даринка Петровић је могућа особа коју антисрпска пропаганда у Црној Гори представља као Даринку Обреновић јер је она и кнегиња, истога имена, живи у то вријеме, била је блиска са књазом Николом па протјерана, када су погоршани односи између њих.
Живјела је у вријеме владавине кнеза Михаила и трудила се вршити утицај на књаза Николу Петровића у правцу уједињења Србије и Црне Горе. Антисрпска пропаганда у Црној Гори често цитира одломке наводних њених писама који су заправо текст Илије Гарашанина Милану Пироћанцу, уз додатак дијела текста (којег у књизи нема) а у којем се говори о томе да треба у Београду васпитати Црногорце као јањичаре, да би при повратку у Црну Гору били спремни заклати и рођену мајку.
У "цитираној" књизи Србија и ослободилачки покрети на Балкану 1856-1878 се кнегиња Даринка Обреновић не помиње ни на једном мјесту (нема је у регистру личних имена, поред осталих Обреновића) док се Даринка Петровић Његош помиње неколико пута.